# Vorkheftruck

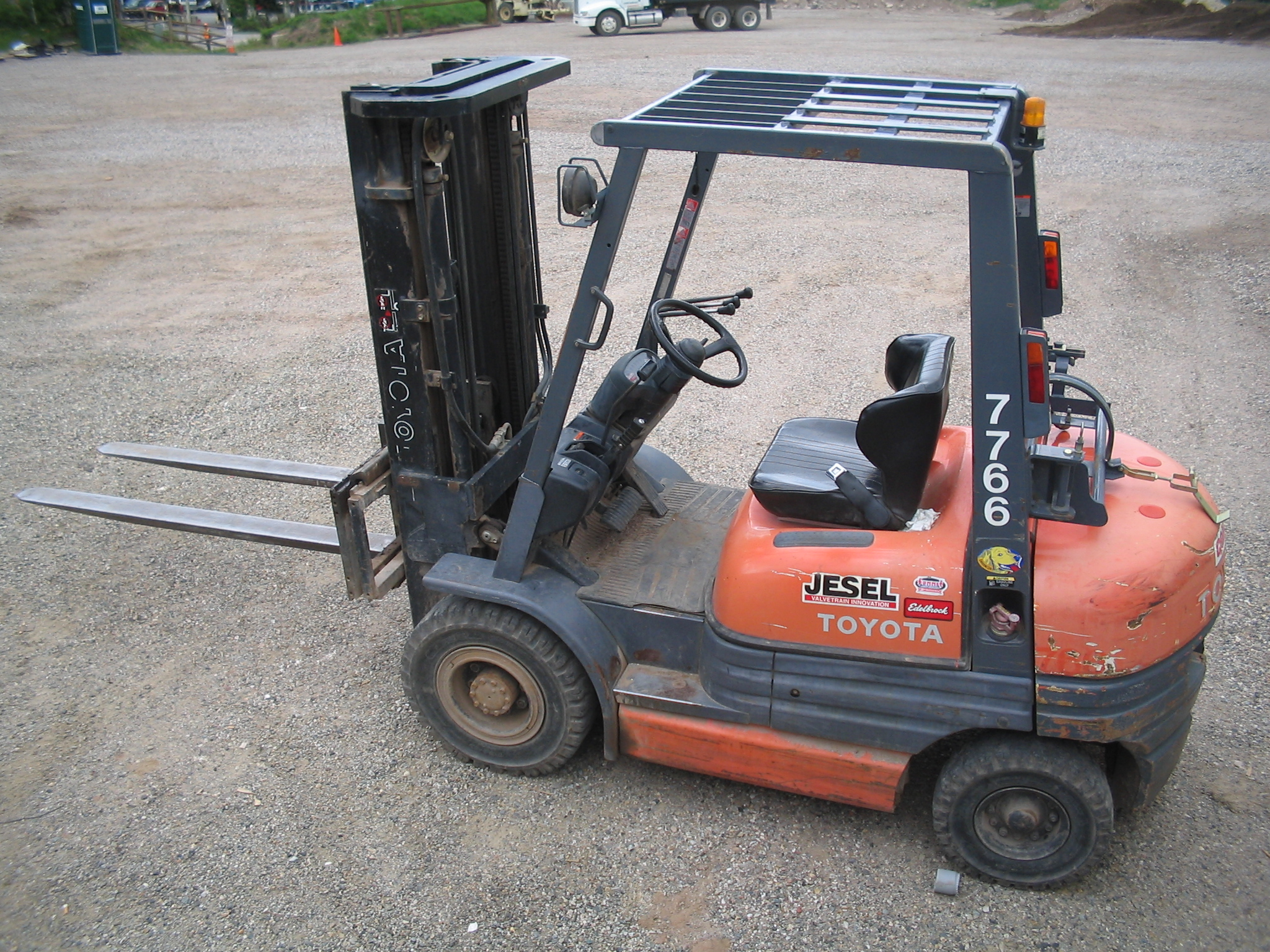
Vorkheftruck met verbrandingsmotor

Een vorkheftruck, ook bekend als vorklift of heftruck, is een transportmiddel dat wordt aangedreven door een elektromotor of verbrandingsmotor en hoofdzakelijk bedoeld voor het vervoer van goederen die op een pallet staan. Een vorkheftruck is daarom vaak te vinden in bijvoorbeeld een magazijn of op een bedrijfsterrein. Voor het gebruik in magazijnen zijn vorkheftrucks met elektrische aandrijving het meest geschikt. Voor het laden en lossen van goederen bestaan er grotere vorkheftrucks met een massa van 18 ton, die goederen tot 10 ton kunnen tillen.

## Geschiedenis
Verschillende fabrikanten ontwikkelen in de periode van de Eerste Wereldoorlog in Engeland en Amerika moderne arbeidsbesparende gemotoriseerde transport- en heftrucks voor intern gebruik.
In 1922 voorzag het Amerikaanse bedrijf Clark de eerste vorkheftruck van een hydraulische tilinstallatie. Deze truck kon goederen optillen en verplaatsen die op blokken waren geplaatst. Eind jaren 1930 werd hiervoor de gestandaardiseerde pallet ontwikkeld. De last behoefde nu niet meer steeds met de hand in of uit te worden geladen. De eerste machine van Clark werd aangedreven door een LeRoi-viercilinderbenzinemotor. De heftruck was later verkrijgbaar in twee modellen. Er was een trucklift met een laadcapaciteit van 1800 kg en er was een zwaarder model, dat een maximale last van 4500 kg aankon. Dit model werd ongeveer twintig jaar lang geproduceerd. In de Tweede Wereldoorlog was de heftruck een belangrijk hulpmiddel bij het in- en ontschepen van materialen.
Later volgden vernieuwingen zoals voorwielaandrijving, elektromotoren, enz. Er werden allerlei typen ontwikkeld, zoals de stapelaar, reachtruck, heftruck met meervoudige vorken, smallegangtruck, zijlader, verreiker en de meeneemheftruck, die men ook wel kooiaap noemt. Ook verschenen er hulpstukken, bijvoorbeeld voorzetstukken om allerlei ladingen te kunnen verplaatsen. Denk hierbij aan stenenklem, vatenklem, rollenklem, dozenklem, schrootgrijper, rondhoutgrijper, tapijtdoorn, sneeuwschuiver, schepbak of een kooi voor het veilig heffen van mensen met bediening van de hefmast vanuit de kooi. Ook is er de mogelijkheid om de heftruck te voorzien van een vorkenbord met vorkversteller. Met de vorkversteller kun je de breedte van de vork hydraulisch regelen. Deze is te verkrijgen in enkelvoudige uitvoering met twee vorktanden, maar ook in dubbele uitvoering, met vier vorktanden, of zelfs driedubbele uitvoering, met zes vorktanden.

## Kenmerken

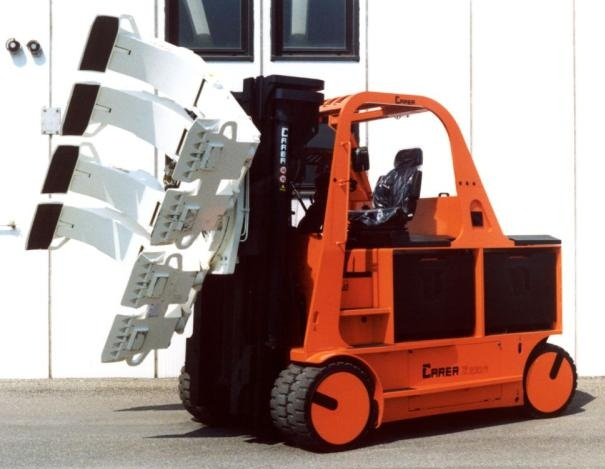
Heftruck met een klem in plaats van de veelgebruikte vork

De vorkheftrucks die zijn voorzien van een verbrandingsmotor, hebben een dieselmotor of een lpg-motor. In België gebruikt men veelal diesel, in Nederland en Frankrijk is lpg veel couranter. Benzinemotoren worden bijna niet meer aangewend vanwege de hoge brandstofkosten. In bedrijfshallen mogen vanwege de schadelijke uitstoot geen machines met dieselmotoren worden toegepast, maar wel met lpg-motoren. De energie van vorkheftrucks die met een elektromotor zijn uitgerust wordt in een tractiebatterij opgeslagen, die tevens als contragewicht dient. De accu van een gemiddelde heftruck weegt zo'n 1500 kg, ze hebben dus in tegenstelling tot vorkheftrucks met verbrandingsmotor, een kleiner contragewicht nodig.
Kenmerkend voor een vorkheftruck is de vork, ook wel 'de lepels' genoemd. Dit zijn de twee uitstekende platte, metalen strippen die taps bijlopen die onder een pallet kunnen worden gereden, waarna ze met een hefmechanisme kunnen worden opgetild, zodat de pallet loskomt van de grond. Vorkheftrucks hebben drie, vier of zes wielen: twee of vier niet-sturende wielen aan de voorzijde en een of meer sturende wielen aan de achterzijde.
Een kooiconstructie beschermt de bestuurder tegen beknelling na omvallen en tegen afvallende lading. Er is ook een installatie te monteren met automatisch naar beneden bewegende stangen. Ze houden de bestuurder op zijn stoel als de machine kantelt. Veel heftrucks zijn alleen uitgerust met een veiligheidsgordel, die echter niet altijd wordt gebruikt.

## Soorten hefttrucks

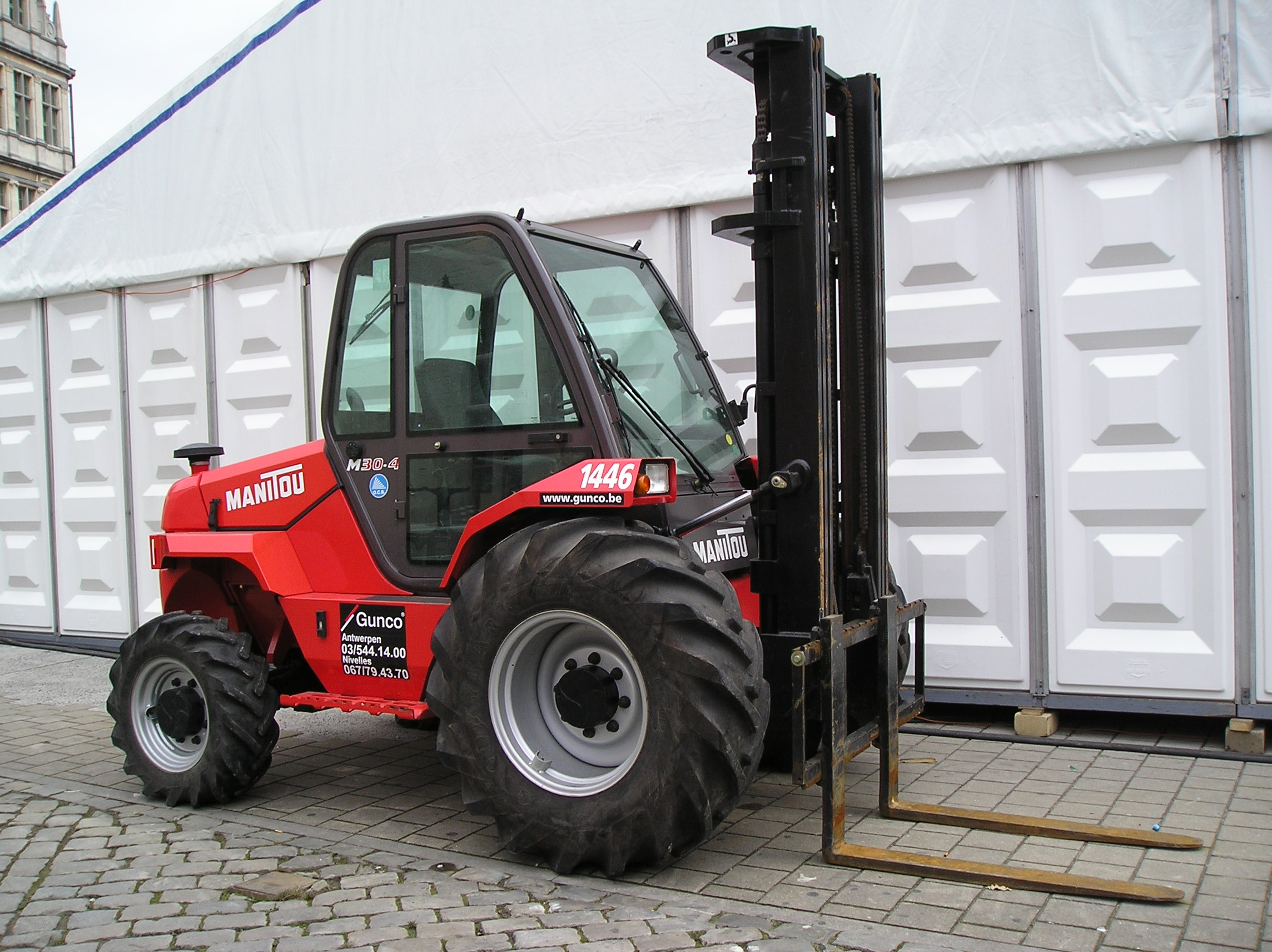
Ruwterreinheftruck voor gebruik op onverhard terrein

Voor het transporteren van goederen op onverhard terrein wordt een ruwterreinheftruck gebruikt. De bodemvrijheid van dit type heftruck is aanzienlijk groter. Samen met het ruwe bandenprofiel zorgt dit ervoor dat de ruwterreinheftruck op bijvoorbeeld werven kan worden ingezet. Voorts hebben de meeste ladingen een specifieke vorkheftruck beschikbaar. De volgende specifieke typen zijn beschikbaar:
- Voorlader
- Stapelaar
- Hoogbouwtruck
- Zijlader
- Vierwegheftruck
- Verreiker
- Pallettruck
- Orderverzameltruck
- Meeneemheftruck

## Nederlandse regels
Volgens de Nederlandse Arbowet moeten werknemers, die een heftruck besturen, in het belang van de veiligheid over voldoende deskundigheid beschikken. Hier wordt door de Nederlandse Arbeidsinspectie nauwkeurig op gelet. Een overtreding hiervan kan worden afgedaan als economisch delict. Bij ongevallen, waarbij een heftruck betrokken is, is het de verantwoordelijkheid van de werkgever om aan te tonen dat de bestuurder over voldoende deskundigheid beschikte. In het algemeen mogen alleen werknemers met aantoonbare vaardigheid met arbeidsmiddelen werken. Daarom is het behalen van een heftruckcertificaat door de meeste werkgevers verplicht gesteld; hiermee kan tevens juridisch worden aangetoond dat men voldoende vaardigheid heeft.
Er zijn opleidingsorganisaties, die heftrucktrainingen en -opleidingen aanbieden. Deze variëren van eendaagse trainingen tot meerdaagse opleidingen. Na afloop ontvangt men een certificaat. De geldigheid van deze certificaten is vijf jaar. Er zijn categorieën van kleine en grotere heftrucks waarvoor verschillende certificaten gelden.
Bestuurders van een heftruck breder dan 1,3 meter of met een aanhangwagen moeten over een T-rijbewijs beschikken wanneer ze de openbare weg op gaan.

## Belgische regels
Volgens de Belgische wetgeving voeren werknemers die een intern transportmiddel zoals een heftruck bedienen, volgens de Codex een veiligheidsfunctie uit.
In het tweede hoofdstuk van boek vier van de codex staat vervolgens gedefinieerd welke maatregelen de werkgever moet treffen zodat werknemers mobiele arbeidsmiddelen mogen gebruiken. In dit hoofdstuk wordt onder meer omschreven dat de werkzone veilig moet zijn ingericht om deze toestellen te gebruiken, maar ook dat de bedienaars van een mobiel arbeidsmiddel met een eigen aandrijving een adequate opleiding moeten hebben gekregen.